# Ždánice (Kolíni járás)
Ždánice település Csehországban, a Kolíni járásban. Ždánice Oleška, Toušice, Malotice, Zásmuky és Kouřim településekkel határos. Lakosainak száma 367 fő (2024. január 1.).

## Népesség
A település lakosságának változását az alábbi diagram mutatja:
| Lakosok száma | 572  | 639  | 585  | 398  | 348  | 304  | 352  | 356  | 353  | 367  |
|               | 1869 | 1890 | 1921 | 1950 | 1980 | 2001 | 2017 | 2019 | 2022 | 2024 |